# Trichospermum richii
Trichospermum richii är en malvaväxtart som först beskrevs av Asa Gray, och fick sitt nu gällande namn av Berthold Carl Seemann. Trichospermum richii ingår i släktet Trichospermum och familjen malvaväxter. Inga underarter finns listade i Catalogue of Life.